# ترانه‌شناسی د ویکند
خواننده و ترانه‌سرای کانادایی، د ویکند (به انگلیسی: The Weeknd)، در حال حاضر 4 آلبوم استودیویی، ۳ میکس‌تیپ، یک آلبوم چندآهنگه و یک آلبوم گردآوری شده دارد.

## آلبوم‌ها
| عنوان                                                                         | اطلاعات آلبوم                                                                                             | موقعیت در جدول‌ها | موقعیت در جدول‌ها | موقعیت در جدول‌ها | موقعیت در جدول‌ها | موقعیت در جدول‌ها | موقعیت در جدول‌ها | موقعیت در جدول‌ها | موقعیت در جدول‌ها | موقعیت در جدول‌ها | موقعیت در جدول‌ها | فروش                                   | گواهی‌نامه‌ها |
| عنوان                                                                         | اطلاعات آلبوم                                                                                             | کانادا           | ای‌آرآی‌ای         | هیت‌لیسن          | سندیکای          | آلمان            | هلند             | نیوزیلند         | سوئد             | بریتانیا         | ایالات متحده     | فروش                                   | گواهی‌نامه‌ها |
| ----------------------------------------------------------------------------- | --- | ---------------- | ---------------- | ---------------- | ---------------- | ---------------- | ---------------- | ---------------- | ---------------- | ---------------- | ---------------- | -------------------------------------- | --- |
| سرزمین بوسه                                                                   | - انتشار: ۱۰ سپتامبر ۲۰۱۳ - ناشر: ایکس‌او، ریپابلیک - فرمت: لوح فشرده، گرامافون، دانلود دیجیتال، استریمینگ | ۲                | ۳۰               | ۶                | ۹۳               | ۹۳               | —                | ۵۲               | ۶۰               | ۱۲               | ۲                |                                        | - میوزیک کانادا: طلا - صنعت ضبط صدای بریتانیا: Silver - انجمن صنعت ضبط موسیقی ایالات متحده آمریکا: طلا                                                                                    |
| زیبایی پشت دیوانگی                                                            | - انتشار: ۲۸ اوت ۲۰۱۵ - ناشر: ایکس‌او، ریپابلیک - فرمت: سی‌دی، ال‌پی، دانلود دیجیتال، استریمینگ، نوار کاست   | ۱                | ۱                | ۲                | ۶                | ۷                | ۲                | ۲                | ۱                | ۱                | ۱                | - آمریکا: 1,230,000 - جهانی: 3,600,000 | - MC: 5× پلاتین - انجمن صنعت ضبط استرالیا: ۲× پلاتین - BPI: پلاتین - انجمن فدرال صنعت موسیقی: طلا - IFPI DEN: 3× پلاتین - فدراسیون بین‌المللی صنعت فونوگرافی SWE: پلاتین - RIAA: 4× پلاتین |
| استاربوی                                                                      | - انتشار: ۲۵ نوامبر ۲۰۱۶ - ناشر: ایکس‌او، ریپابلیک - فرمت: سی‌دی، ال‌پی، دانلود دیجیتال، استریمینگ           | ۱                | ۱                | ۱                | ۱۰               | ۱۰               | ۳                | ۵                | ۱                | ۵                | ۱                | - آمریکا: 484,000                      | - MC: 3× پلاتین - ARIA: پلاتین - BPI: پلاتین - BVMI: طلا - IFPI DEN: 4× پلاتین - IFPI SWE: 2× پلاتین - RIAA: 3× پلاتین - سندیکای ملی انتشارات صوتی‌تصویری: ۲× پلاتین                       |
| آخر شب                                                                        | - انتشار: ۲۰ مارس ۲۰۲۰ - ناشر: ایکس‌او، ریپابلیک - فرمت: سی‌دی، ال‌پی، دانلود دیجیتال، استریمینگ، کاست       | ۱                | ۱                | ۱                | ۲                | ۵                | ۱                | ۱                | ۱                | ۱                | ۱                | - آمریکا: 547,700                      | - MC: 2× پلاتین - BPI: طلا - IFPI DEN: پلاتین - نیوزیلند: پلاتین - SNEP: طلا |
| نشانهٔ «—» مواردی را نشان می‌دهد که در آن کشور منتشر نشده یا به جدول نرسیده‌اند. | |                  |                  |                  |                  |                  |                  |                  |                  |                  |                  |                                        | |

### آلبوم‌های گردآوری‌شده
| نام    | اطلاعات آلبوم گردآوری‌شده                                                                             | فروش            |
| ------ | --- | --------------- |
| سه‌گانه | - انتشار: ۹ نوامبر ۲۰۱۲ - ناشران: اکس‌او، ریپابلیک - فرمت‌ها: لوح فشرده، صفحه گرامافون، دانلود دیجیتال | آمریکا: ۶۰۰٬۰۰۰ |

### میکس‌تیپ‌ها
| نام          | اطلاعات میکس‌تیپ                                                                  |
| ------------ | -------------------------------------------------------------------------------- |
| خانهٔ بالون‌ها | - انتشار: ۲۱ مارس ۲۰۱۱ - ناشران: اکس‌او - فرمت‌ها: صفحه گرامافون، دانلود دیجیتال   |
| پنج‌شنبه      | - انتشار: ۱۸ اوت ۲۰۱۱ - ناشران: اکس‌او - فرمت‌ها: صفحه گرامافون، دانلود دیجیتال    |
| اکوهای سکوت  | - انتشار: ۲۱ دسامبر ۲۰۱۱ - ناشران: اکس‌او - فرمت‌ها: صفحه گرامافون، دانلود دیجیتال |

### آلبوم‌های چندآهنگه
| نام            | اطلاعات آلبوم چندآهنگه                                                                           | فروش            |
| -------------- | ------------------------------------------------------------------------------------------------ | --------------- |
| سودازدگی عزیزم | - انتشار: 30 مارس 2018 - ناشران: اکس‌او، ریپابلیک - فرمت‌ها: لوح فشرده، دانلود دیجیتال، رسانه جاری | آمریکا: ۱۱۷٬۰۰۰ |

## یادداشت
1. ↑  United States sales figure for Starboy including first week sales and from December 30, 2016, through December 28, 2017.[۲۳][۲۴]